# Наубол
Наубол (дав.-гр. 'ναυβολ; «вітрило») — ім'я кількох персонажів давньогрецької міфології:
- Наубол — зі Схерії, батько феакійця Евріала.
- Наубол — батько Пілона, царя Ейхалії, дід декількох грецьких героїв, з яких Клітій і Іфіт були серед аргонавтів.
- Наубол — з Аргоса, якій належав до роду, з якого вийшов зокрема аргонавт Науплій.
- Наубол — з Фокіди, син Орнітіона, цар Танагри.